# Instituto-Escuela de la Generalidad de Cataluña
El Instituto-Escuela de la Generalidad de Cataluña fue un centro escolar fundado en Barcelona (España) por la Generalidad de Cataluña el 3 de febrero de 1932, según el modelo del Instituto Escuela de Madrid, para reestructurar la enseñanza secundaria. Su sede era el Palacio del Gobernador del parque de la Ciudadela y su director Josep Estalella.

## Organización
Su funcionamiento se regía por unas Normas elaboradas por el Consejo de Cultura de la Generalidad de Cataluña, que fijaba la edad mínima de ingreso en el centro -11 años-, la admisión de alumnos de ambos sexos y su número, el Plan Docente, la organización, etc. Por otra parte, un reglamento interno definía los métodos pedagógicos y organizativos: coeducación de sexos, uso del catalán como lengua básica, laicismo en la teoría y las costumbres y la continuidad coordinada de la enseñanza primaria a la secundaria. Estaba fuertemente influido por el krausismo y la Institución Libre de Enseñanza.
Durante la guerra civil española la sede se trasladó al barrio de Sants, lo que limitó mucho su expansión. Tras la ocupación de Cataluña por las tropas sublevadas, en 1939, fue clausurado.